# Thornton-le-Moors
Thornton-le-Moors – wieś w Anglii, w hrabstwie ceremonialnym Cheshire, w dystrykcie (unitary authority) Cheshire West and Chester. Leży 9 km na północny wschód od miasta Chester i 269 km na północny zachód od Londynu. W 2001 miejscowość liczyła 260 mieszkańców.